# Comuna Nova Obodivka, Trosteaneț
Nova Obodivka (în ucraineană Нова Ободівка) este o comună în raionul Trosteaneț, regiunea Vinnița, Ucraina, formată din satele Mala Stratiivka și Nova Obodivka (reședința).

## Demografie
Componența lingvistică a satului Nova Obodivka
     Ucraineană (98,31%)
     Rusă (1,23%)
     Alte limbi (0,11%)
Conform recensământului din 2001, majoritatea populației satului Nova Obodivka era vorbitoare de ucraineană (98,31%), existând în minoritate și vorbitori de rusă (1,23%).